# Вебер, Марко
Марко Вебер (нем. Marco Weber; род. 28 сентября 1982, Карл-Маркс-Штадт, ГДР) — немецкий спортсмен-конькобежец. Бронзовый призёр чемпионата мира 2008 года в командной гонке, участник чемпионатов мира и Европы. Тренер: Ян Коопманнс (Jan Coopmanns), Барт Шутен (Bart Schouten).
Участник Зимних Олимпийских игр 2010 года Ванкувере, занял 23-е место на 5000 м и 10-е на 10000 м.